# 이찬형 (축구 선수)
이찬형(李灿亨, *Lee Chan‑hyung*, 2004년 7월 23일~)은 대한민국의 축구 선수로, **K리그 2** 소속 **김포 FC**에서 센터백으로 활동하고 있다.

## 클럽 경력
- 2025년 1월, 김포 FC에 신인으로 입단하였다. 김포 구단은 그를 U‑리그에서 검증된 "넓은 시야와 안정적인 볼처리 능력을 갖춘 센터백"으로 평가하고 입단을 발표했다[1][2].
- 2025 시즌 초 부산전 교체 출전으로 K리그 2 데뷔를 치렀으며, 구단 공식 SNS를 통해 데뷔 소식을 전했다[3].

## 선수 특징
- 188 cm 장신을 활용한 공중볼 장악 능력이 뛰어나며,
- U‑리그 2023~2024 시즌 숭실대학교 주전 수비수로 활동하며 31경기 3득점 포함, 2년 연속 권역 우승 주역으로 활약했다[4].

## 기록
- **프로 데뷔**: 2025년, K리그 2 교체 출전 (부산전)  
- **2025 시즌 기록**: 출전 횟수 및 클린시트 등 자세한 스탯은 확인 후 업데이트 예정